# 삼산동 (울산)
삼산동(三山洞)은 울산광역시 남구의 법정동, 행정동이다. 삼산동은 태화강역, 시외ㆍ고속버스터미널과 시내버스 공용터미널이 있는 교통의 요충지이고, KBS방송국이 소재하며 울산광역시문화예술회관, 남구문화원 등 문화시설과 금융기관이 밀집해 있으며 현대백화점, 롯데백화점, 농수산물도매시장, 기계공구 상가가 있는 유통산업의 중심지로 부상하는 신개발지역으로 다양하고 복잡한 행정수요가 나날이 증가하고 있는 지역이다.

## 지명
조선 숙종, 영조 때는 신리란 단일 마을이었다. 정조 때는 신리와 삼산, 순조 때는 신리, 신복, 삼산, 신기, 중리, 고종 때는 신리, 신복, 삼산, 중리로 나뉘었고, 1911년에는 신리, 삼산, 중리로 갈라져 있다가, 일제시대인 1914년 행정구역 개편 때부터 이를 합하면서 산봉우리가 3개가 솟아 있었다 하여 ‘삼산’이라 하였다.

## 연혁
- 1911년 이전 대현면 신리, 삼산, 중리
- 1914년 울산군 삼산리로 개명
- 1962년 6월 1일 울산시 삼산동(시 승격)
- 1972년 울산시 달동으로 편입
- 1995년 3월 2일 달동, 삼산동으로 분동
- 1997년 7월 15일 울산광역시 남구 삼산동(광역시 승격)

## 교육
- 삼산초등학교
- 백합초등학교
- 삼신초등학교
- 대현중학교
- 울산강남중학교
- 삼산고등학교

## 아파트
| 단지명            | 건설사         | 시행사         | 주소                    | 입주        | 비고 |
| ----------------- | -------------- | -------------- | ----------------------- | ----------- | ---- |
| 평창현대 2차      | 현대산업개발   | ㈜평창토건     | 남구 삼산중로 110       | 1994년 6월  |      |
| 평창현대 3차      | 고려산업개발㈜ | ㈜평창주택개발 | 남구 삼산중로128번길 21 | 1995년 10월 |      |
| 삼산 아데라움     | ㈜평창토건     | 한국토지신탁   | 남구 강남로 348         | 2005년 2월  |      |
| 울산삼산 푸르지오 | 대우건설       | ㈜삼토개발     | 남구 돋질로339번길 35   | 2004년 7월  |      |
| 세림벽산 강변타운 | 벽산건설       | ㈜세림건설     | 남구 화합로 244         | 1998년 11월 |      |

## 같이 보기
- 포털:대한민국